# 유주 (학후)
유주(劉舟, ? ~ 기원전 89년)는 전한 중기의 제후로, 조경숙왕의 아들이다.

## 행적
무제 때 학후(鄗侯)에 봉해졌다.
정화 4년(기원전 89년), 황제 무고에 연루되어 요참에 처하였고, 봉국은 폐지되었다.

## 출전
- 반고, 《한서》 권15상 왕자후표 上

| 선대 (첫 봉건) | 전한의 학후 ? ~ 기원전 89년 | 후대 (봉국 폐지) |